# Sematoplusia acibdela
Sematoplusia acibdela är en fjärilsart som beskrevs av Diakonoff 1955. Sematoplusia acibdela ingår i släktet Sematoplusia och familjen äkta malar. Inga underarter finns listade i Catalogue of Life.